# 華莪
華莪（印尼語：Sanggau Ledo）是印度尼西亞西加里曼丹省孟加影縣下轄的一個鎮，位於該縣西北部，東接Seluas鎮，東南鄰Tujuh Belas鎮，南連勒多鎮，西接三發縣蘇巴鎮，北鄰三發縣斯影拱鎮。

## 行政區劃
目前，華莪鎮轄有5個村。
- Bange
- Danti
- 石窿村
- 倫邦村
- 華莪村

## 交通
- 哈利·哈迪蘇曼特里印尼空軍基地